# 데이비드 트렌치
데이비드 클라이브 크로스비 트렌치 경(Sir David Clive Crosbie Trench, 戴麟趾, 1915년 6월 2일 - 1988년 12월 4일)은 영국군 장교 및 식민지 총독이었다. 인도 제국 퀘타에서 태어나 켄트주 톤브리지 톤브리지 스쿨을 나오고 캠브리지대 지저스 칼리지에서 문학 석사 학위(Master of Arts)를 취득했다. 그는 솔로몬 제도 총독 등의 직위를 역임하고 1964년 4월 14일부터 1971년 10월 19일까지 24대 홍콩 총독을 지냈다.
1988년 12월 4일, 영국 도싯주 실링스톤에서 사망했다.

## 홍콩 총독
트렌치가 홍콩 총독에 취임했을 때 홍콩은 물 부족, 중공으로부터의 난민, 부정부패 같은 문제들에 직면했다. 66폭동과 67폭동 이후 트렌치 행정부는 1968년에 영국령 홍콩 정부와 주민들 간의 연결고리 역할을 하는 홍콩의 구의회를 조직하고 1971년에 주 6일 84시간 근무제를 입법화하며 6년 초등교육 의무화 등 몇몇 개혁 조치들을 진행했다.
| 전임 로버트 블랙 | 제24대 홍콩의 총독 1964년 4월 14일-1971년 10월 19일 | 후임 머레이 맥리호스 |

## 같이 보기
- 홍콩의 역사